# Schöma
Christoph Schöttler Maschinenfabrik GmbH，簡稱SCHÖMA，是一家位在德國迪普霍爾茨的鐵道機車車輛製造商。

## 簡介
因在產品種類上發生歧見，Christoph Schöttler離開父親創辦的Diepholzer Maschinenfabrik Fritz Schöttler (DIEMA，臺灣譯「德馬牌」)，於1930年在一個DIEMA先前的廠區創辦Christoph Schöttler Maschinenfabrik GmbH；最初，他將企業簡稱定為「SCHÖMAG」，並在數年後改為「Schöma」。
創業初期，企業仍以製造銑削機械與曳引機為主要業務，但在稍後投入鐵道機車車輛製造事業。 不久，Schöma就成為產業用鐵路車輛、窄軌柴油機車、路線維修車輛的主要製造商，同時自行研發引擎與傳動裝置。
1960年代初，Schöma與德國聯邦鐵路合作研發了一款路線維修車輛。
1970年代，Schöma開始製造隧道修築工事用鐵路車輛，並逐漸在市場上成為主要供應商之一。同時，Schöma也製造標準軌與窄軌調車機車等鐵路車輛。
在創業75週年紀念日時，Schöma交付了其製造的第6000輛機車。該企業的產品大多為客製化的鐵路機車。舊型鐵路機車改造也是其業務之一。
2012年，第四代經營者開始接班。

## 實績舉例（曾經或仍在使用）

### 隧道修築工事用鐵路車輛
- 聖哥達基線隧道
- 英法海底隧道
- 倫敦地鐵

### 調車機車
- 雷蒂亞鐵路

### 工程機車
- 港鐵Schöma柴油機車

### 產業鐵路機車
- 七股鹽場[3]
- 台電臺中電廠運煤及調度用機車（1986年購置， 2014年捐贈鐵道文化協會並移置打狗鐵道故事館）[4]

- 台灣糖業公司955號多燃料試驗車，使用Büssing引擎，配置於新營糖廠[5]

## 外部連結
- Schöma官網（页面存档备份，存于）